# Normannischer Cob
Der Normannische Cob, auch Cob Normand, Cob Cultural oder Normänner Cob, ist eine französische Pferderasse.

## Exterieur

### Körperbau

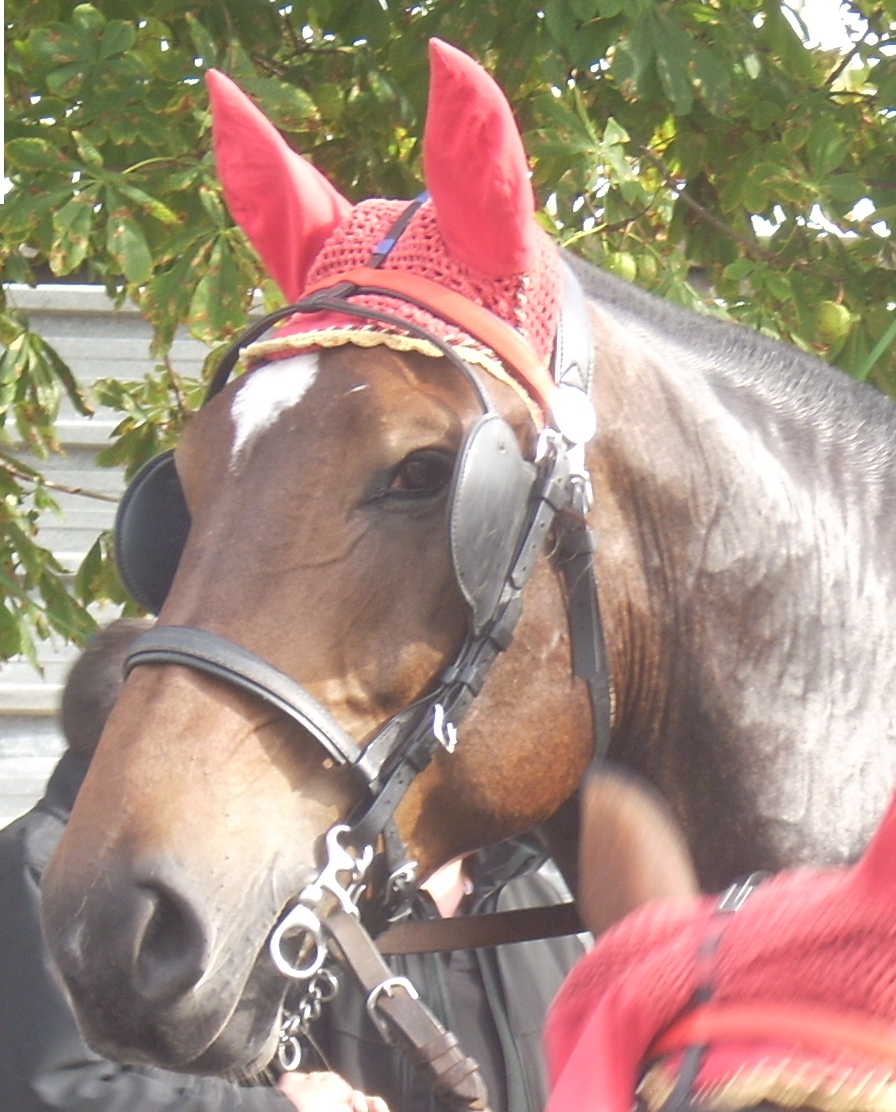
Kopfstudie

Im Allgemeinen besitzt der Normänner Cob einen gedrungenen, kompakten, muskulösen, aber dennoch harmonischen Körperbau.
Der recht große, eher grobe Kopf ist mit kleinen Augen, langen Ohren und starken Ganaschen versehen. Der muskulöse, mittellange und hoch angesetzte Hals mit gerundeter Oberlinie entspringt in einer kurzen, allerdings recht steilen Schulter, die freie Trabbewegungen ermöglicht. Der Widerrist ist kurz und nur mäßig markiert, schließt an einen kurzen, muskulösen und tonnigen Rücken mit beträchtlicher Tiefe an. Die ausladende und breite Kruppe fällt relativ steil ab und zeigt eine ausgeprägte Muskulatur, wenngleich nicht so stark wie bei (anderen) Kaltblutpferderassen. Die Gliedmaßen sind kurz, kräftig und mit breiten, ausgeprägten Gelenken, kurzen Fesseln, keinem oder geringfügig ausgeprägten Kötenbehang und großen, runden, gelegentlich flachen Hufen bestückt. Das Langhaar ist dicht, der Schweif wird gut getragen.

### Stockmaß
Nach dem Rassestandard darf die Widerristhöhe des Normannischen Cobs zwischen 158 und 171 cm variieren.

### Farbgebung
Vorherrschend sind Braune, gelegentlich sind Rappen und Füchse anzutreffen. Weiße Abzeichen sind weit verbreitet.

### Gewicht
Laut des Rassestandards darf das Gewicht 550 bis 900 Kilogramm betragen, der Durchschnitt liegt bei rund 650 kg.

### Einstufung
Ob man den Normannischen Cob als schweres Warmblut oder aber als Kaltblüter einstufen sollte, ist strittig. Hinzu kommt, dass die Pferde sich hinsichtlich der Masse stark unterscheiden, da gerade für die Fleischproduktion gezüchtete Exemplare einen größeren Kaliber besitzen, als jene, die z. B. Fahrpferde gezüchtet werden. Genau aus diesem Grund ist im Rassestandard vermerkt: „Die große Vielfalt an Größe und Gewicht entspricht den verschiedenen Verwendungszwecken der Rasse, d. h. unter dem Sattel, im Gespann oder in der Fleischproduktion.“

## Bewegungslauf
In Schritt und Trab zeigt der Cob Normand energische und kraftvolle Bewegungen. Hervorzuheben ist die runde Trabaktion und der gute Hinterhandantritt in dieser Gangart. Auch Galoppiervermögen und Springanlagen sind gut entwickelt.

## Interieur
Der Cob Norman zeigt einen energischen Charakter, eine robuste Konstitution und sich trotz seiner Schwere temperamentvoll.

## Verwendung
Normänner sind sehr vielseitig einsetzbare Pferde. Sie finden als Freizeitpferd, im mittleren Zug sowie in der Land- und Forstwirtschaft Verwendung. Außerdem werden sie zur Fleischproduktion genutzt.

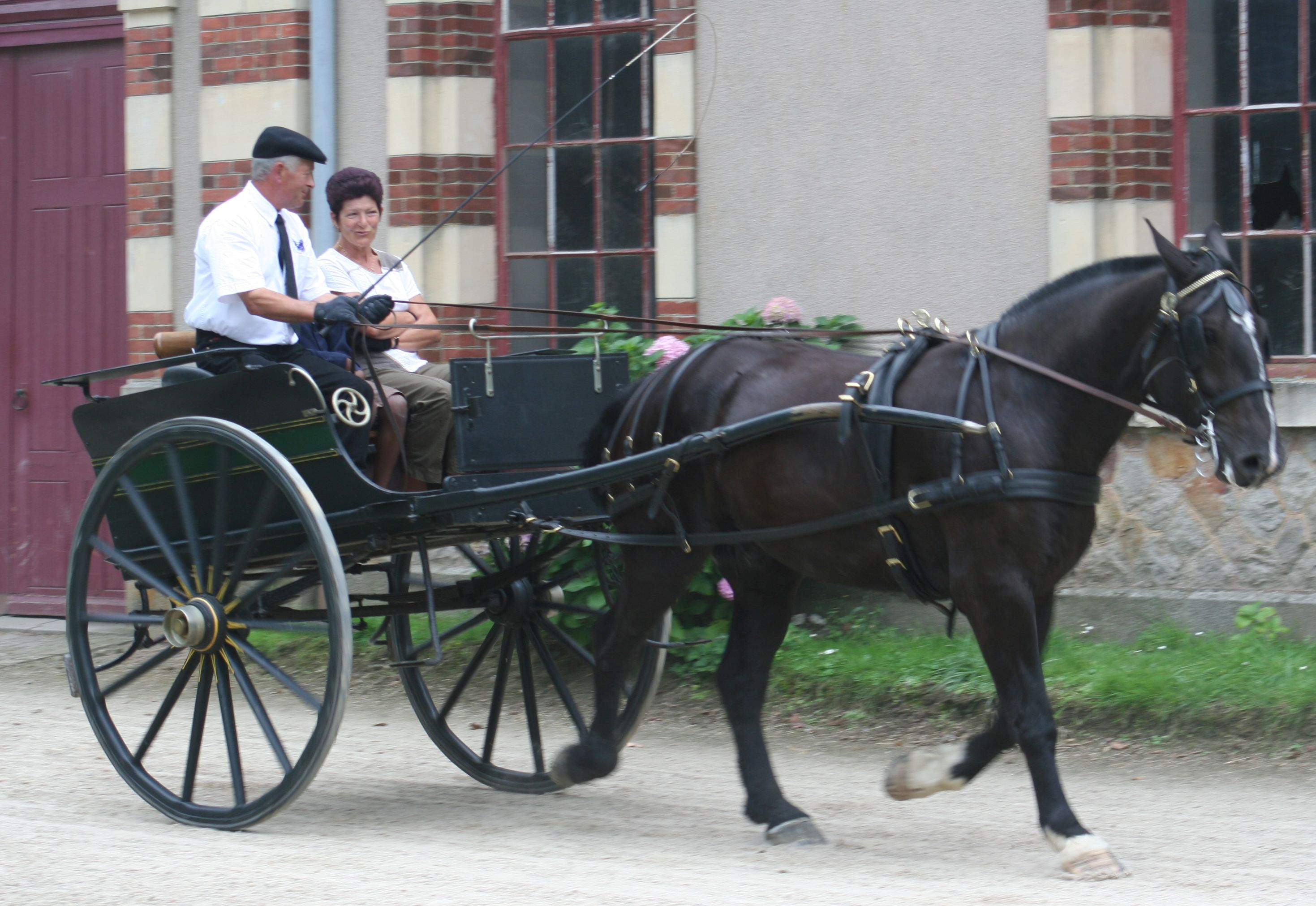
Fahrpferd
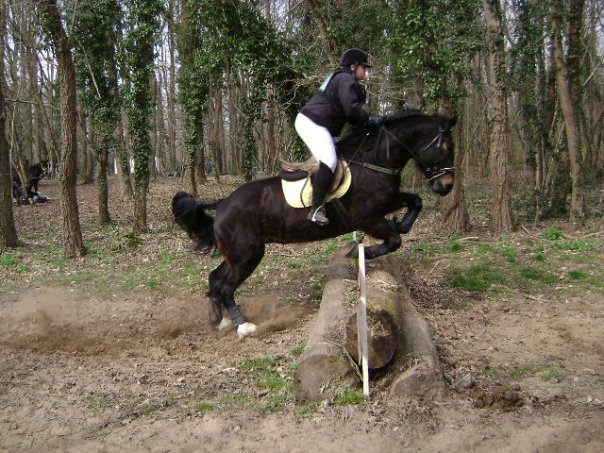
Vielseitigkeitspferd
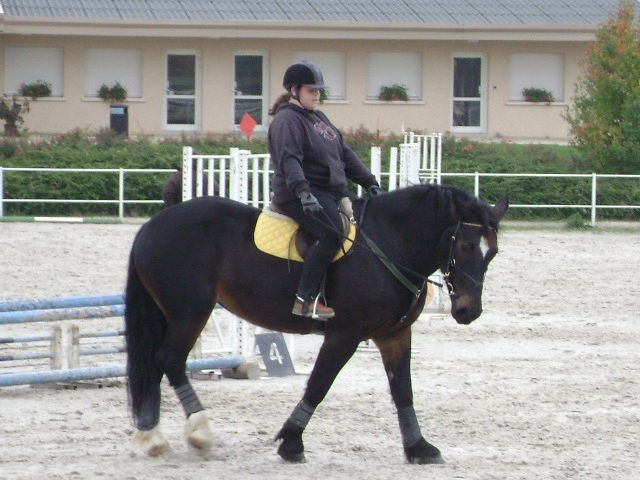
Freizeitpferd

## Rassestandard
Der idealerweise im Quadratpferdetyp stehende Normänner Cob soll einen ausdrucksvollen Kopf mit lebhaften Augen, gut platzierten Ohren, weiten Nüstern und einem geraden oder ramsnasigen Profil besitzen. Der Hals wird kräftig und gut geformt gewünscht, die Mähne darf rasiert sein. Angestrebt wird eine kräftige Schulter, eine breite Brust und ein gut markierter Widerrist, der an einen gerade, recht kurz gewünschten Rücken, welcher eine gute Rippenwölbung aufweisen soll, anschließt. Das Idealpferd soll eine muskulöse, gerade Spaltkruppe mit langem Schweif aufweisen. Das Fundament weist idealerweise keine Fehlstellungen auf und ist trocken, sauber und kräftig, aber nicht plump. Es werden Füchse, Braune und Rappen sowie Abzeichen jeglicher Art toleriert. Die Körpermasse soll zwischen 550 und 900 kg betragen. Die Haut wird glatt und fein, die Gangarten energisch und brillant gewünscht.

## Geschichte und Zucht
Die Ursprünge der Zucht des Normänner Cobs finden sich vermutlich im Mittelalter. Die Zucht wurde stets vorangetrieben, doch durch die etlichen kriegerischen Auseinandersetzungen unter Ludwig XIV und XV kam es zu einer starken Dezimierung der Population, die im 18. Jahrhundert Importe ausländischer Pferde in beträchtlichen Umfang verlangte, besonders zahlreich wurden Holsteiner Hengste ins Land geholt. Während der Herrschaft von Ludwig XVI wurde erstmalig das normannische Gestütswesen reformiert und erste Englische Vollbluthengste eingeführt. Da Napoleon jedoch Pferde orientalischer Abstammung präferierte, erlebte die Pferderasse einen Niedergang, durch einen systematischen Aufbau der einst berühmten Zucht und Norfolk Trotter- und Englischer Vollblut-Hengste wurde die Rasse jedoch restauriert. Zur selben Zeit wurden auch Leistungsprüfungen eingeführt.
Nach 1850 wurde die bis dahin als Anglo-Normänner bezeichnete Pferderasse in verschiedene Gebrauchstypen (Pferde, die als Militärremonten und Luxusreit- und -fahrpferde verwendet wurden, und Pferde, die man als Arbeitspferde in der Landwirtschaft einsetzte) unterschieden, jedoch waren die Grenzen fließend und das Gestütsbuch offen. Erst 1959 wurden Cob Normand und Cheval de Selle Français in getrennten Zuchtbüchern eingetragen.
Mittlerweile ist der Normannische Cob meistens schwerer als früher, was sich dadurch erklären lässt, dass früher Einkreuzungen von Traber-, Englischen Vollblut- und Cheval de Selle Français-Hengsten vorgenommen worden sind, um Gänge und Wendigkeit zu verbessern, während heutzutage dies kaum bis nicht mehr stattfindet, da viele Rassevertreter als Schlachtpferde verwendet werden. Allerdings ist darauf hinzuweisen, dass hinsichtlich des Kalibers oftmals große Differenzen auftreten.

### Bestand
Die Gesamtpopulation beläuft sich auf etwa 12.400 Exemplare, wovon rund 500 Hengste und 6300 Stuten im Zuchteinsatz stehen. Hauptzuchtgebiet ist die Normandie.